# Dracaena nutans
Dracaena nutans är en sparrisväxtart som beskrevs av Henry Nicholas Ridley. Dracaena nutans ingår i släktet dracenor, och familjen sparrisväxter. Inga underarter finns listade i Catalogue of Life.